# L'Univers à l'envers
L'Univers à l'envers (titre original : Inside, Outside) est un roman de science-fiction de l'écrivain américain Philip José Farmer paru en 1964.

## Résumé
Jack Cull, le héros du roman, se retrouve en enfer après sa mort dans un accident de voiture.
Mais l'enfer est loin d'être celui décrit dans les Saintes Écritures, les humains s'en sont emparés et ont imposé leur volonté aux quelques démons encore présents.
Mais un grand chambardement va détruire ce lieu, donnant l'occasion à Jack Cull et à ses camarades d'infortune de découvrir une vérité insoupçonnée sur le monde dans lequel il évolue.

## Éditions
- L'univers à l'envers - Club du livre d'anticipation, 1968